# Sony Open Tennis 2014
Sony Open Tennis 2014 (також відомий як Miami Masters 2014) - чоловічий і жіночий професійний тенісний турнір, що проходив на відкритих кортах з твердим покриттям. Це був 30-й за ліком Мастерс Маямі. Належав до категорії Masters 1000 в рамках Туру ATP 2014, а також до серії Premier Mandatory в рамках Туру WTA 2014. Відбувся в Tennis Center at Crandon Park у Кі-Біскейні (США). Тривав з 17 до 30 березня 2014 року.

## Очки і призові

### Нарахування очок
| Дисципліна                 | П    | Ф   | ПФ  | ЧФ  | 1/8 | 1/16 | 1/32 | 1/64 | Q   | Q2  | Q1  |
| Одиночний розряд, чоловіки | 1000 | 600 | 360 | 180 | 90  | 45   | 25*  | 10   | 16  | 8   | 0   |
| Парний розряд, чоловіки    | 1000 | 600 | 360 | 180 | 90  | 0    | Н/Д  | Н/Д  | Н/Д | Н/Д | Н/Д |
| Одиночний розряд, жінки    | 1000 | 650 | 390 | 215 | 120 | 65   | 35*  | 10   | 30  | 20  | 2   |
| Парний розряд, жінки       | 1000 | 650 | 390 | 215 | 120 | 10   | Н/Д  | Н/Д  | Н/Д | Н/Д | Н/Д |

- Гравчині, що виходять у друге коло без боротьби, отримують очки за перше коло.

### Призові гроші
Сукупний гарантований призовий фонд чоловічого турніру становив $5,649,405, жіночого - $5,427,105.
| Дисципліна       | П        | F        | ПФ       | ЧФ      | 1/8     | 1/16    | 1/32    | 1/64   | Q2     | Q1     |
| Одиночний розряд | $787,000 | $384,065 | $192,485 | $98,130 | $51,730 | $27,685 | $14,945 | $9,165 | $2,730 | $1,395 |
| Парний розряд    | $257,860 | $125,850 | $63,070  | $32,140 | $16,950 | $9,070  | Н/Д     | Н/Д    | Н/Д    | Н/Д    |

## Кваліфікація

### Одиночний розряд, чоловіки

#### Сіяні пари
Нижче подано список сіяних гравців. Посів ґрунтується на рейтингові станом на 17 березня 2014.
| Сіяна | Рейтинг | Гравчиня               | Очки перед | Очки, що захищає | Очки здобуті | Очки після | Підсумок                                          |
| ----- | ------- | ---------------------- | ---------- | ---------------- | ------------ | ---------- | ------------------------------------------------- |
| 1     | 1       | Рафаель Надаль         | 13,130     | 0                | 600          | 13,730     | Final, його переміг Новак Джокович [2]            |
| 2     | 2       | Новак Джокович         | 10,900     | 90               | 1,000        | 11,810     | Champion, won against Рафаель Надаль [1]          |
| 3     | 3       | Стен Вавринка          | 5,650      | 0                | 90           | 5,740      | 4-те коло, його переміг Олександр Долгополов [22] |
| 4     | 4       | Давид Феррер           | 5,150      | 600              | 90           | 4,640      | 4-те коло, його переміг Кей Нісікорі [20]         |
| 5     | 5       | Роджер Федерер         | 5,045      | 0                | 180          | 5,225      | чвертьфінал, його переміг Кей Нісікорі [20]       |
| 6     | 6       | Енді Маррей            | 4,795      | 1,000            | 180          | 3,975      | чвертьфінал, його переміг Новак Джокович [2]      |
| 7     | 7       | Томаш Бердих           | 4,540      | 180              | 360          | 4,720      | знялись prior to semifinal match                  |
| 8     | 8       | Хуан Мартін дель Потро | 4,270      | 10               | 0            | 4,260      | знялись prior to second round match               |
| 9     | 9       | Рішар Гаске            | 2,905      | 360              | 90           | 2,635      | 4-те коло, його переміг Роджер Федерер [5]        |
| 10    | 10      | Джон Ізнер             | 2,670      | 45               | 90           | 2,715      | 4-те коло, його переміг Томаш Бердих [7]          |
| 11    | 11      | Жо-Вілфрід Тсонга      | 2,615      | 90               | 90           | 2,615      | 4-те коло, його переміг Енді Маррей [6]           |
| 12    | 12      | Мілош Раоніч           | 2,575      | 45               | 180          | 2,710      | чвертьфінал, його переміг Рафаель Надаль [1]      |
| 13    | 13      | Томмі Гаас             | 2,435      | 360              | 0            | 2,075      | знялись prior to second round match               |
| 14    | 14      | Фабіо Фоніні           | 2,295      | 45               | 90           | 2,340      | 4-те коло, його переміг Рафаель Надаль [1]        |
| 15    | 16      | Григор Димитров        | 2,130      | 45               | 45           | 2,130      | 3-тє коло, його переміг Кей Нісікорі [20]         |
| 16    | 17      | Томмі Робредо          | 2,050      | (0)              | 90           | 2,140      | 4-те коло, його переміг Новак Джокович [2]        |
| 17    | 18      | Кевін Андерсон         | 1,940      | 45               | 45           | 1,940      | 3-тє коло, його переміг Рішар Гаске [9]           |
| 18    | 19      | Ніколас Альмагро       | 1,795      | 90               | 45           | 1,750      | 3-тє коло, його переміг Джон Ізнер [10]           |
| 19    | 20      | Єжи Янович             | 1,715      | 10               | 10           | 1,715      | 2-ге коло, його переміг Роберто Ботіста-Ахут      |
| 20    | 21      | Кей Нісікорі           | 1,715      | 90               | 360          | 1,985      | знялись prior to semifinal match                  |
| 21    | 22      | Ернестс Гульбіс        | 1,690      | (45)             | 10           | 1,655      | 2-ге коло, його переміг Жульєн Беннето            |
| 22    | 23      | Олександр Долгополов   | 1,555      | 45               | 180          | 1,690      | чвертьфінал, його переміг Томаш Бердих [7]        |
| 23    | 24      | Гаель Монфіс           | 1,520      | (20)             | 10           | 1,510      | 2-ге коло, його переміг Гільєрмо Гарсія-Лопес     |
| 24    | 25      | Філіпп Кольшрайбер     | 1,510      | 10               | 10           | 1,510      | 2-ге коло, його переміг Маркос Багдатіс [WC]      |
| 25    | 26      | Марин Чилич            | 1,500      | 180              | 10           | 1,330      | 2-ге коло, його переміг Едуар Роже-Васслен        |
| 26    | 27      | Жиль Сімон             | 1,485      | 180              | 10           | 1,315      | 2-ге коло, його переміг Жуан Соуза                |
| 27    | 28      | Вашек Поспішил         | 1,343      | (48)             | 10           | 1,305      | 2-ге коло, його переміг Аляж Бедене [Q]           |
| 28    | 29      | Фернандо Вердаско      | 1,270      | 10               | 10           | 1,270      | 2-ге коло, його переміг Тіємо де Баккер [Q]       |
| 29    | 30      | Дмитро Турсунов        | 1,231      | 41               | 10           | 1,200      | 2-ге коло, його переміг Денис Істомін             |
| 30    | 32      | Флоріан Маєр           | 1,210      | 10               | 45           | 1,245      | знялись prior to third round match                |
| 31    | 33      | Андреас Сеппі          | 1,195      | 90               | 45           | 1,150      | 3-тє коло, його переміг Давид Феррер [4]          |
| 32    | 34      | Фелісіано Лопес        | 1,180      | 0                | 45           | 1,225      | 3-тє коло, його переміг Енді Маррей [6]           |

#### Гравці, що знялись
| Рейтинг | Гравець       | Points Before | Очки, що захищає | Очки здобуті | Очки після | знялись due to |
| ------- | ------------- | ------------- | ---------------- | ------------ | ---------- | -------------- |
| 15      | Михайло Южний | 2,135         | 45               | 0            | 2,090      | Back injury    |
| 31      | Бенуа Пер     | 1,230         | 10               | 0            | 1,220      | Травма коліна  |

#### Інші учасники
Нижче наведено учасників, які отримали вайлдкард на участь в основній сітці:
- Маркос Багдатіс[4]
- Кайл Едмунд[4]
- Раян Гаррісон[4]
- Карен Хачанов[4]
- Гвідо Пелья

Нижче наведено гравців, які пробились в основну сітку через стадію кваліфікації:
- Аляж Бедене
- Алекс Богомолов мл.
- Тіємо де Баккер
- Давід Ґоффен
- Андрій Голубєв
- Малік Джазірі
- Стів Джонсон
- Лукаш Лацко
- Поль-Анрі Матьє
- Джек Сок
- Домінік Тім
- Jimmy Wang

Такі тенісисти потрапили в основну сітку як щасливі лузери:
- Бенжамін Бекер
- Душан Лайович

#### Відмовились від участі
До початку турніру
- Пабло Андухар → його замінив  Стефан Робер
- Браян Бейкер → його замінив  Бредлі Клан
- Хуан Мартін дель Потро (травма зап'ястка) → його замінив  Бенжамін Бекер
- Томмі Гаас (травма плеча) → його замінив  Душан Лайович
- Юрген Мельцер (травма плеча) → його замінив  Їржі Веселий
- Бенуа Пер (knee injury) → його замінив  Сергій Стаховський
- Дуді Села → його замінив  Кенні де Схеппер
- Янко Типсаревич (foot injury) → його замінив  Іво Карлович
- Михайло Южний (травма спини) → його замінив  Даніель Хімено-Травер

Під час турніру
- Томаш Бердих (gastroenteritis)
- Флоріан Маєр
- Кей Нісікорі (groin injury)

#### Знялись
- Михайло Кукушкін

### Парний розряд, чоловіки

#### Сіяні пари
| Країна   | Гравчиня       | Країна   | Гравчиня             | Рейтинг1 | Сіяна |
| -------- | -------------- | -------- | -------------------- | -------- | ----- |
| США      | Боб Браян      | США      | Майк Браян           | 2        | 1     |
| Австрія  | Александер Пея | Бразилія | Бруно Соарес         | 6        | 2     |
| Хорватія | Іван Додіг     | Бразилія | Марсело Мело         | 11       | 3     |
| Індія    | Леандер Паес   | Чехія    | Радек Штепанек       | 18       | 4     |
| Іспанія  | Давід Марреро  | Іспанія  | Фернандо Вердаско    | 18       | 5     |
| Канада   | Деніел Нестор  | Сербія   | Ненад Зімоньїч       | 27       | 6     |
| Індія    | Роган Бопанна  | Пакистан | Айсам-уль-Хак Куреші | 29       | 7     |
| Франція  | Міхаель Ллодра | Франція  | Ніколя Маю           | 38       | 8     |

- 1 Рейтинг подано станом на 17 березня 2014.

#### Інші учасники
Нижче наведено пари, які отримали вайлдкард на участь в основній сітці:
- Deiton Baughman /  Martin Redlicki
- Раян Гаррісон /  Джек Сок

### Одиночний розряд, жінки

#### Сіяні пари
Нижче подано список сіяних гравчинь. Посів ґрунтується на рейтингові WTA станом на 3 березня 2014. Очки перед турніром подано станом на 17 березня 2014.
| Сіяна | Рейтинг | Гравчиня               | Очки перед | Очки, що захищає | Очки здобуті | Очки після | Підсумок                                          |
| ----- | ------- | ---------------------- | ---------- | ---------------- | ------------ | ---------- | ------------------------------------------------- |
| 1     | 1       | Серена Вільямс         | 12,660     | 1,000            | 1,000        | 12,660     | Champion, won against Лі На [2]                   |
| 2     | 2       | Лі На                  | 7,185      | 250              | 650          | 7,585      | Final, її перемогла Серена Вільямс [1]            |
| 3     | 3       | Агнешка Радванська     | 6,215      | 450              | 215          | 5,980      | чвертьфінал, її перемогла Домініка Цібулкова [10] |
| 4     | 5       | Марія Шарапова         | 4,271      | 700              | 390          | 3,961      | півфінал, її перемогла Серена Вільямс [1]         |
| 5     | 6       | Анджелік Кербер        | 4,050      | 80               | 215          | 4,185      | чвертьфінал, її перемогла Серена Вільямс [1]      |
| 6     | 7       | Сімона Халеп           | 4,775      | 80               | 0            | 4,695      | знялись prior to second round match               |
| 7     | 8       | Єлена Янкович          | 4,590      | 450              | 10           | 4,150      | 2-ге коло, її перемогла Варвара Лепченко          |
| 8     | 9       | Петра Квітова          | 4,235      | 80               | 215          | 4,370      | чвертьфінал, її перемогла Марія Шарапова [4]      |
| 9     | 10      | Сара Еррані            | 3,830      | 250              | 65           | 3,645      | 3-тє коло, її перемогла Катерина Макарова [23]    |
| 10    | 11      | Домініка Цібулкова     | 3,470      | 140              | 390          | 3,720      | півфінал, її перемогла Лі На [2]                  |
| 11    | 12      | Каролін Возняцкі       | 2,605      | 80               | 215          | 2,740      | чвертьфінал, її перемогла Лі На [2]               |
| 12    | 13      | Ана Іванович           | 3,140      | 140              | 120          | 3,120      | 4-те коло, її перемогла Петра Квітова [8]         |
| 13    | 14      | Роберта Вінчі          | 2,925      | 250              | 10           | 2,685      | 2-ге коло, її перемогла Барбора Стрицова          |
| 14    | 15      | Сабіне Лісіцкі         | 2,660      | 5                | 65           | 2,720      | 3-тє коло, знялись against Кірстен Фліпкенс       |
| 15    | 16      | Карла Суарес Наварро   | 2,620      | 80               | 120          | 2,660      | 4-те коло, її перемогла Лі На [2]                 |
| 16    | 17      | Саманта Стосур         | 2,420      | 0                | 65           | 2,485      | 3-тє коло, її перемогла Коко Вандевей [Q]         |
| 17    | 18      | Слоун Стівенс          | 2,625      | 140              | 65           | 2,550      | 3-тє коло, її перемогла Каролін Возняцкі [11]     |
| 18    | 19      | Ежені Бушар            | 2,485      | 50               | 10           | 2,445      | 2-ге коло, її перемогла Еліна Світоліна           |
| 19    | 20      | Кірстен Фліпкенс       | 2,215      | 250              | 120          | 2,085      | 4-те коло, її перемогла Марія Шарапова [4]        |
| 20    | 21      | Флавія Пеннетта        | 3,255      | 50               | 65           | 3,270      | 3-тє коло, її перемогла Ана Іванович [12]         |
| 21    | 22      | Анастасія Павлюченкова | 2,240      | 5                | 10           | 2,245      | 2-ге коло, її перемогла Коко Вандевей [Q]         |
| 22    | 23      | Алізе Корне            | 2,230      | 140              | 65           | 2,155      | 3-тє коло, її перемогла Домініка Цібулкова [10]   |
| 23    | 24      | Катерина Макарова      | 2,125      | 5                | 120          | 2,240      | 4-те коло, її перемогла Анджелік Кербер [5]       |
| 24    | 26      | Кая Канепі             | 2,045      | 0                | 65           | 2,110      | 3-тє коло, її перемогла Карла Суарес Наварро [15] |
| 25    | 27      | Сорана Кирстя          | 1,910      | 140              | 10           | 1,780      | 2-ге коло, її перемогла Цветана Піронкова         |
| 26    | 28      | Луціє Шафарова         | 1,880      | 5                | 65           | 1,940      | 3-тє коло, її перемогла Марія Шарапова [4]        |
| 27    | 29      | Клара Закопалова       | 1,615      | 140              | 10           | 1,485      | 2-ге коло, її перемогла Каролін Гарсія            |
| 28    | 30      | Світлана Кузнецова     | 1,583      | 80               | 10           | 1,513      | 2-ге коло, її перемогла Донна Векич [Q]           |
| 29    | 31      | Вінус Вільямс          | 1,577      | 80               | 120          | 1,617      | 4-те коло, її перемогла Домініка Цібулкова [10]   |
| 30    | 32      | Гарбінє Мугуруса       | 1,403      | 140              | 10           | 1,273      | 2-ге коло, її перемогла Айла Томлянович           |
| 31    | 34      | Даніела Гантухова      | 1,442      | 50               | 10           | 1,402      | 2-ге коло, її перемогла Медісон Кіз               |
| 32    | 35      | Олена Весніна          | 1,395      | 80               | 65           | 1,380      | 3-тє коло, її перемогла Агнешка Радванська [3]    |

#### Гравчині, що відмовились від участі
| Рейтинг | Гравчиня          | Points Before | Очки, що захищає | Очки здобуті | Очки після | знялись due to |
| ------- | ----------------- | ------------- | ---------------- | ------------ | ---------- | -------------- |
| 4       | Вікторія Азаренко | 5,441         | 0                | 0            | 5,441      | Foot injury    |
| 25      | Марія Кириленко   | 1,596         | 80               | 0            | 1,516      | Травма коліна  |
| 33      | Джеймі Гемптон    | 1,452         | 50               | 0            | 1,402      | Травма стегна  |

#### Інші учасниці
Нижче наведено учасниць, які отримали вайлдкард на участь в основній сітці:
- Кейсі Деллаква
- Інді де Вроме[4]
- Вікторія Дувал[4]
- Анетт Контавейт
- Ребекка Петерсон[4]
- Надія Петрова[4]
- Гезер Вотсон[4]
- Александра Возняк

Такі учасниці отримали право на участь в основній сітці завдяки захищеному рейтингові:
- Аліса Клейбанова
- Івета Мельцер
- Роміна Опранді

Нижче наведено гравчинь, які пробились в основну сітку через стадію кваліфікації:
- Кікі Бертенс
- Естрелья Кабеса Кандела
- Кіміко Дате
- Заріна Діяс
- Ольга Говорцова
- Надія Кіченок
- Патріція Майр-Ахлайтнер
- Шахар Пеєр
- Катажина Пітер
- Віржіні Раззано
- Коко Вандевей
- Донна Векич

Як щасливий лузер в основну сітку потрапили такі гравчині:
- Яна Чепелова

#### Відмовились від участі
До початку турніру
- Вікторія Азаренко (foot injury) → її замінила  Шанелль Схеперс
- Сімона Халеп (травма пальця ноги) → її замінила  Яна Чепелова
- Джеймі Гемптон → її замінила  Яніна Вікмаєр
- Полона Герцог → її замінила  Каролін Гарсія
- Марія Кириленко → її замінила  Анна Кароліна Шмідлова
- Моріта Аюмі → її замінила  Сільвія Солер Еспіноза
- Лора Робсон (травма зап'ястка) → її замінила  Ярослава Шведова

Під час турніру
- Аліса Клейбанова (хвороба)
- Сабіне Лісіцкі (грип)

#### Знялись
- Мона Бартель (хворобу шлунково-кишкового тракту)

### Парний розряд, жінки

#### Сіяні пари
| Країна            | Гравчиня          | Країна    | Гравчиня           | Рейтинг1 | Сіяна |
| ----------------- | ----------------- | --------- | ------------------ | -------- | ----- |
| Китайський Тайбей | Сє Шувей          | КНР       | Пен Шуай           | 3        | 1     |
| Росія             | Катерина Макарова | Росія     | Олена Весніна      | 7        | 2     |
| Італія            | Сара Еррані       | Італія    | Роберта Вінчі      | 12       | 3     |
| Чехія             | Квета Пешке       | Словенія  | Катарина Среботнік | 14       | 4     |
| Зімбабве          | Кара Блек         | Індія     | Саня Мірза         | 24       | 5     |
| Чехія             | Андреа Главачкова | Чехія     | Луціє Шафарова     | 25       | 6     |
| Австралія         | Ешлі Барті        | Австралія | Кейсі Деллаква     | 34       | 7     |
| США               | Ракель Копс-Джонс | США       | Абігейл Спірс      | 38       | 8     |

- 1 Рейтинг подано станом на 3 березня 2014.

#### Інші учасниці
Нижче наведено пари, які отримали вайлдкард на участь в основній сітці:
- Сорана Кирстя /  Анастасія Павлюченкова
- Кірстен Фліпкенс /  Ана Іванович
- Мартіна Хінгіс /  Сабіне Лісіцкі
- Гарбінє Мугуруса /  Карла Суарес Наварро

Наведені нижче пари отримали місце як заміна:
- Шерон Фічмен /  Меган Мултон-Леві

#### Відмовились від участі
До початку турніру
- Бетані Маттек-Сендс (травма лівого кульшового суглобу)

Під час турніру
- Аліса Клейбанова (хвороба)

## Переможниці та фіналістки

### Чоловіки. Одиночний розряд
- Новак Джокович —  Рафаель Надаль, 6–3, 6–3

### Одиночний розряд. Жінки
- Серена Вільямс —  Лі На, 7–5, 6–1

### Парний розряд. Чоловіки
- Боб Браян /  Майк Браян —  Хуан Себастьян Кабаль /  Роберт Фара, 7–6(10–8), 6–4

### Парний розряд. Жінки
- Мартіна Хінгіс /  Сабіне Лісіцкі —  Катерина Макарова /  Олена Весніна,  4–6, 6–4, [10–5]